# Simon Holt
Simon Holt (né le 21 février 1958) est un compositeur et professeur de musique classique britannique. 

## Biographie
Simon Holt naît à Bolton, Lancashire, le 21 février 1958. Formé à l'école de Bolton, Holt étudie l'orgue, le piano et les arts visuels au cours de six années. En 1976, il fréquente pendant un an le Bolton College of Art où il suit un cours de base dans tous les domaines de la représentation visuelle. Peu de temps avant d'obtenir un diplôme en composition du Royal Northern College of Music, où il étudie avec Anthony Gilbert (en) pendant quatre ans de 1978 à 1982, il reçoit une commande du London Sinfonietta, devenu Kites (1983). Il s'est rapidement et solidement établi avec une série de commandes et de collaborations fructueuses, y compris non seulement avec le Sinfonietta, mais aussi le Nash Ensemble et le Birmingham Contemporary Music Group, composant des pièces telles que  Ballad of the Black Sorrow (1988), eco-pavan (1998), Sparrow Night (1989) et Lilith (1990) respectivement. Inspirée par Messiaen, Xenakis et Feldman ainsi que par des artistes visuels tels que Goya, Alberto Giacometti et Brâncuși, sa musique est naturellement dramatique et impulsive. Sa production est variée, comprenant de la musique de chambre, des concertos, des chansons, de l'opéra, de la musique orchestrale et du piano. Holt est un compositeur qui exige de ses interprètes un engagement inhabituel - les mondes sonores complexes qu'il crée contiennent souvent des textures complexes et riches, compensées par des centres fixes - dans le but de faire de la musique qui parle avec une puissance extraordinaire. 
À partir de 2000, Holt écrit plusieurs concertos et pièces d'orchestre, dont a table of noises (une table de bruits) (2007), un concerto pour percussions de Colin Currie. Holt est compositeur en association avec le BBC National Orchestra of Wales de 2008 à 2014, travaillant en étroite collaboration avec le chef d'orchestre Thierry Fischer sur des pièces telles que Troubled Light (2008) pour orchestre et Morpheus Wakes (2011), un concerto pour flûte écrit pour Emmanuel Pahud, ainsi que pour les BBC Proms. Auparavant, Holt avait été chargé d'écrire deux pièces d'orchestre pour les BBC Proms ; Syrensong (1987), sa première pièce orchestrale, écrite pour le BBC Symphony Orchestra et le concerto pour alto, Walking with the River’s Roar (Marchant avec le rugissement de la rivière) (1991), pour Nobuko Imai et le BBC Philharmonic. Les commandes récentes incluent d'une part la pièce orchestrale, Surcos (2016), pour Sir Simon Rattle et le Berliner Philharmoniker, co-commandée par l'Orchestre symphonique de Birmingham qui donne la première au Royaume-Uni avec le chef Ilan Volkov ; et d'autre part le concerto pour clarinette basse, Joy Beast (2016), pour Mark Simpson et la BBC Philharmonic dans le cadre de la Biennale de la Nouvelle Musique 2017. 
Holt est professeur de composition au Royal College of Music,. 

### Faits saillants de sa carrière
- 1985 - Se fait connaître en tant que compositeur vedette au Bath Festival
- 1989 - Prix de la Royal Philharmonic Society pour Capriccio Spettrale
- 1998 - Compositeur en vedette au Huddersfield Contemporary Music Festival
- 2001 - Prix Prince-Pierre-de-Monaco pour Sunrise 'yellow noise
- 2002 - Prix Ivor Novello de musique classique pour Boots of Lead
- 2004 - British Composer Award (Stage Works) pour Who put Bella in the Wych elm?[3].
- 2006 - British Composer Award (Orchestral) pour witness to a snow miracle
- 2008 - Nommé compositeur en association, avec le BBC National Orchestra of Wales
- 2009 - British Composer Award (Orchestral) pour a table of noises
- 2011 - Résidence d'une semaine au Royal College of Music avec plusieurs spectacles de musique de chambre et d'orchestre
- 2015 - Le 3e Quatuor est créé par le JACK Quartet au Wigmore Hall et l'Internationales Musikfestival Heidelberger Frühling
- 2017 - Surcos, une co-commande du Berliner Philharmoniker (dirigé par Sir Simon Rattle) et de CBSO (avec Ilan Volkov), a été jouée trois fois à Berlin et a ouvert la première apparition du Berliner Philharmoniker à l'Elbphilharmonie de Hambourg
- 2017 - Le concerto pour clarinette Basset, Joy Beast, écrit pour Mark Simpson et commandé par la BBC, a reçu quatre représentations, première à Hull puis à Londres dans le cadre de la Biennale de la Nouvelle Musique 2017
- 2018 - Présenté au Festival d'Aldeburgh avec une série de pièces de chambre dont deux premières mondiales

## Œuvres clés
- Maïastra pour flûte seule (1981)
- Kites pour ensemble de chambre (1983)
- Canciones pour mezzo-soprano et ensemble de chambre (1986)
- Syrensong pour orchestre (1987)
- Sparrow Night pour hautbois et ensemble de chambre (1989)
- Lilith pour petit ensemble de chambre (1990)
- Walking with the River’s Roar, concerto pour alto (1991)
- Banshee pour hautbois (1994)
- Nigredo pour piano (1994)
- The Nightingale's to Blame, opéra de chambre (1996 à 1998)
- eco-pavan pour piano et ensemble de chambre (1998)
- feet of clay (« pieds d'argile »), pour violoncelle seul (2003)
- witness to a snow miracle (« Témoin d'un miracle de neige »), concerto pour violon (2005)
- Sueños pour baryton et ensemble de chambre (2006)
- a table of noises, concerto pour percussions (2007)
- Troubled Light pour orchestre (2008)
- St Vitus in the kettle pour orchestre (2008)
- Morpheus Wakes, concerto pour flûte (2011)
- The Yellow Wallpaper pour soprano, 6 chanteuses et orchestre (2011)
- Ellsworth 2, concerto (2012)
- Fool is Hurt concerto piccolo (2015)
- Joy Beast, concerto pour clarinette basse (2016)
- Surcos pour orchestre (2017)
- Quadriga pour percussion et quatuor à cordes (2017)
- Serra-Sierra pour violoncelle et piano (2018)
- 3 for Icarus : Icarus Lamentations (1992 ; 2 clarinettes, czimbalum, harpe et cordes), Minotaur Games (1993 ; orchestre), Daedalus Remembers (1995 ; violoncelle et ensemble de chambre)
- a ribbon of time : Sunrise’ yellow noise (1999 ; soprano et orchestre), Two movements for string quartet  (2001), Boots of Lead (2002; mezzo soprano et ensemble de chambre), Clandestiny (2000; soprano et orgue),  startled Grass (2001 ; violoncelle solo, 6 sopranos, 6 altos, harpe, czimbalum et percussions)
- The Bella cycle : the sharp end of night (2003 ; violon seul), the other side of silence (« l'autre côté du silence ») (2004 ; ensemble de chambre), The Coroner's Report (2004 ; ensemble de chambre), Who put Bella in the Wych elm? (2003 ; théâtre musical, baryton, soprano, violon, piano et ensemble de chambre)
- Terrain : Sextuor à cordes : the torturer’s horse (« le cheval du tortionnaire ») (2009), everything turns away (« tout se détourne ») (2010 ; piano et quatre cordes), 3e quatuor (2013), Amapolas (2008 ; trio à cordes), Telarañas (2009 ; violon et violoncelle), Mantis (2005 ; alto seul)

## Discographie sélective
La musique de Simon Holt est enregistrée par plusieurs maisons de disques, principalement avec NMC Recordings.
- Canciones ; Era madrugada ; Shadow Realm ; Sparrow Night - Nash Ensemble ; Fiona Kimm, mezzo-soprano ; Gareth Hulse, hautbois ; dir. Lionel Friend (5-7 octobre 1991, NMC D008[4] (OCLC 961404844)
- Boots of Lead ; eco-pavan ; Kites ; Lilith ; feet of clay (2004, NMC D094)[5] (OCLC 895984858)
- Tauromaquia ; a book of colours ; Black Lanterns ; Klop's Last Bite ; Nigredo (27-28 juillet 2008, NMC D128)[6] (OCLC 422777113)
- Maïastra – Metier MSV CD92063[7]
- a table of noises ; St Vitus in the kettle ; witness to a snow miracle - Colin Currie, percussion ; Chloë Hanslip, violon ; Hallé, dir. Nicholas Collon (29 juillet 2014/9 novembre 2015, NMC D218)[8] (OCLC 985339649)
- Quatuor à cordes no 3 - JACK Quartet (2015, NMC D216)[9]